# Jakaya Kikwete

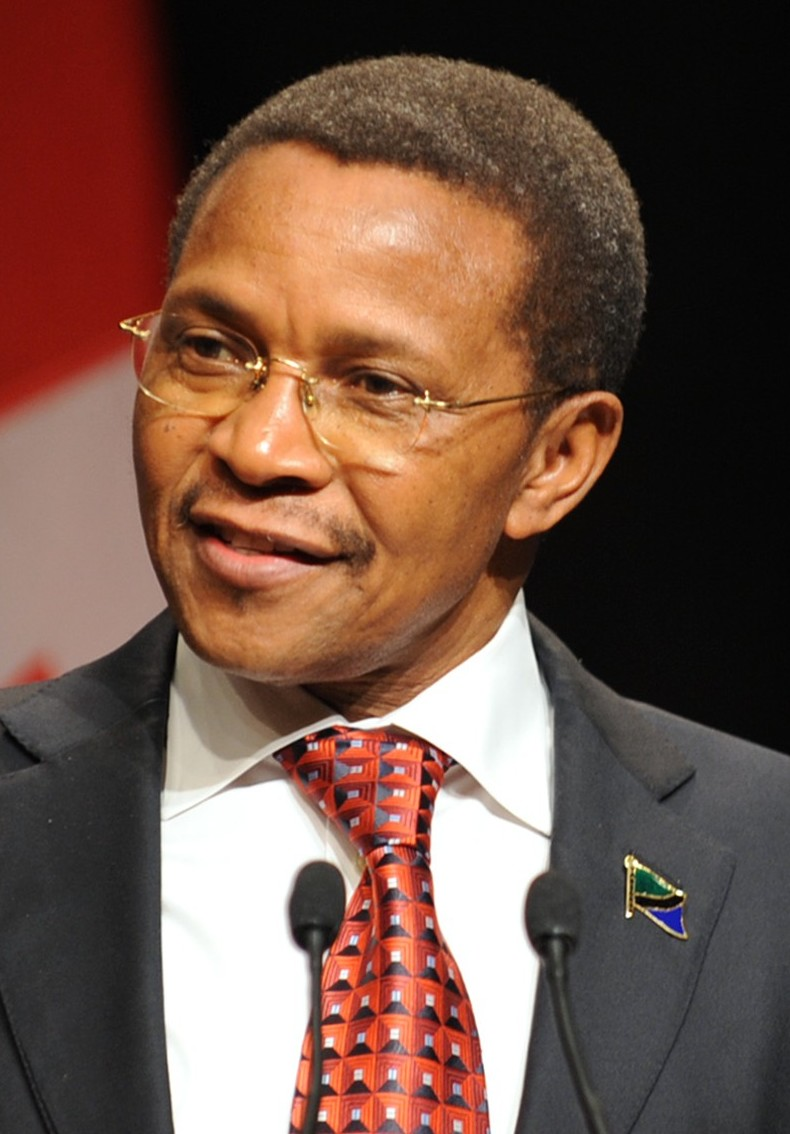
Jakaya Kikwete (2011)

Jakaya Mrisho Kikwete (* 7. Oktober 1950 in Msoga, Tanganjika) war von 2005 bis 2015 der 4. Präsident von Tansania. Er gehört der Partei Chama Cha Mapinduzi (CCM) an.

## Leben

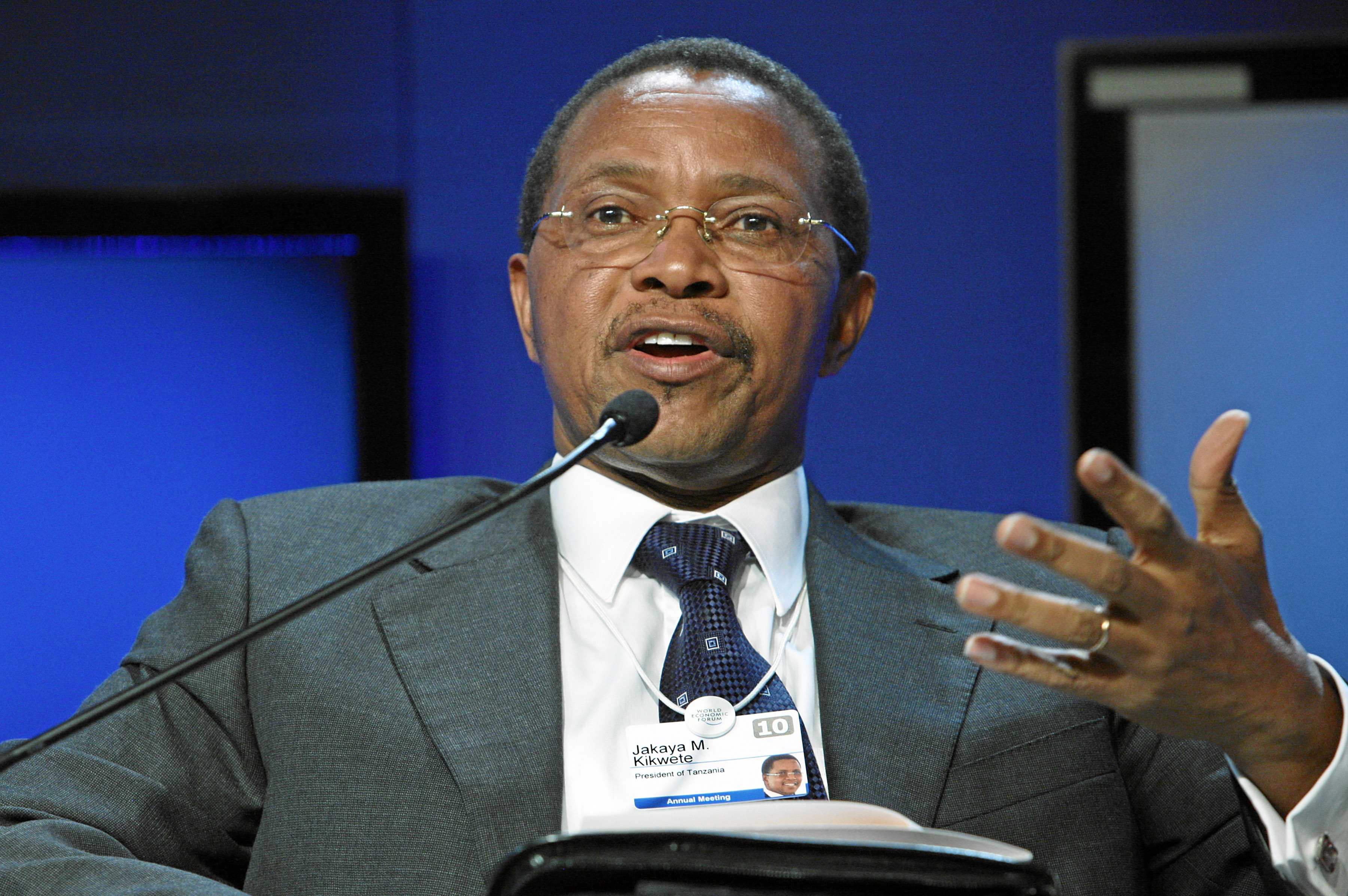
Kikwete während des WEF 2010

Er besuchte zwischen 1958 und 1961 die Grundschule seines Heimatortes, von 1962 bis 1965 die Mittelstufe einer Schule in Lusonga, von der er auf die Kibaha Secondary School wechselte, an der er 1969 die mittlere Reife machte. Er war ein Jahr lang Schüler der weiterführenden Tanga Secondary School, bevor er sich 1972 an der University of Dar es Salaam einschrieb. Sechs Jahre später beendete er sein dortiges Studium mit einem Abschluss in Volkswirtschaftslehre. 1983 absolvierte er eine einjährige Ausbildung als Kompanieführer bei der Armee.

## Präsidentschaft
Seine politische Karriere begann er als Abgeordneter seines Heimatdistrikts Bagamoyo und – nach dessen Aufteilung – des daraus hervorgegangenen Bezirks Chalinze. Er war der einzige Abgeordnete, der seinen Distrikt über drei Legislaturperioden im Parlament vertrat. Anfang der 1990er Jahre war er als Finanz- und Energieminister tätig, seit Beginn der Amtszeit der Regierung Mkapa 1995 im Amt des Außenministers. 
Als Präsidentschaftskandidat der regierenden einstigen Einheitspartei CCM wurde Kikwete am 14. Dezember 2005 mit rund 80 % der Stimmen zum Präsidenten von Tansania gewählt und am 21. Dezember vereidigt. Im Jahr 2008 war er Präsident der Afrikanischen Union. Bei den Präsidentschaftswahlen vom 31. Oktober 2010 wurde Kikwete mit 61 % für eine weitere Amtszeit gewählt. Sein stärkster Herausforderer Wilbrod Slaa (Chadema) bekam 26 Prozent der Stimmen. Bei der Präsidentschaftswahl im Oktober 2015 konnte Kikwete aufgrund der Amtszeitbegrenzung von zwei Amtsperioden nicht erneut antreten.
Kikwete wurde während seiner gesamten bisherigen politischen Karriere mit Korruptionsvorwürfen konfrontiert.

## Nach der Präsidentschaft
Nach seiner Ablösung als Präsident wurde Kikwete durch seinen Nachfolger John Magufuli zum Kanzler der University of Dar es Salaam ernannt. In dieser Funktion ist er offiziell seit Januar 2016 tätig. 2021 wurde er zum Vorstandsvorsitzenden der NGO Global Partnership for Education gewählt.